# Ruben Ramolefi
Ruben Ramolefi (né le 17 juillet 1978) est un athlète sud-africain, spécialiste du 3 000 m steeple, et des courses de fond.
Champion sud-africain en 2004, 2006 et 2009, son meilleur temps est de 8 min 11 s 63 à Monaco le 28 juillet 2009.